# مايوكي ماكيغوتشي
مايوكي ماكيغوتشي (牧口真幸 ماكيغوتشي مايوكي) هي مؤدية أصوات يابانية ولدت في 9 ديسمبر 1984 في محافظة آيتشي.

## أدوارها في الأنمي

### مسلسلات أنمي تلفزيونية
- بوكيمون إكس/واي - سيرينا
- سول إيتر - ميزوني
- ناروتو شيبودن - تانيشي، مايت غاي (أيام الطفولة)
- الكلمات المهموسة - أزوسا أوي
- كيمي ني تودوكي - إريكو هيرانو
- شين مازنجر الجزء Z - رول
- كامينوميزو شيرو سيكاي - إيزومي إيشيكيري
- كاردفايت!! فانغارد - يوري أوسوي
- كاردفايت!! فانغارد: آسيا سيركيت - يوري أوسوي
- كاردفايت!! فانغارد: لينك جوكر - يوري أوسوي
- كاردفايت!! فانغارد: ليجن ميت - يوري أوسوي
- كاردفايت!! فانغارد G - يوري أوسوي

### أفلام أنمي
- فيلم بوكيمون: ديانسي و شرنقة الدمار - سيرينا
- فيلم ناروتو شيبودن: البرج المفقود - مايت غاي (أيام الطفولة)

## وصلات خارجية
- مايوكي ماكيغوتشي على موقع IMDb (الإنجليزية)
- مايوكي ماكيغوتشي على موقع ميوزك برينز (الإنجليزية)
- مايوكي ماكيغوتشي على موقع قاعدة بيانات الفيلم (الإنجليزية)
- مايوكي ماكيغوتشي على موقع كينوبويسك (الروسية)
- مايوكي ماكيغوتشي على موقع ANN person (الإنجليزية)